# Zvezda (módulo da ISS)

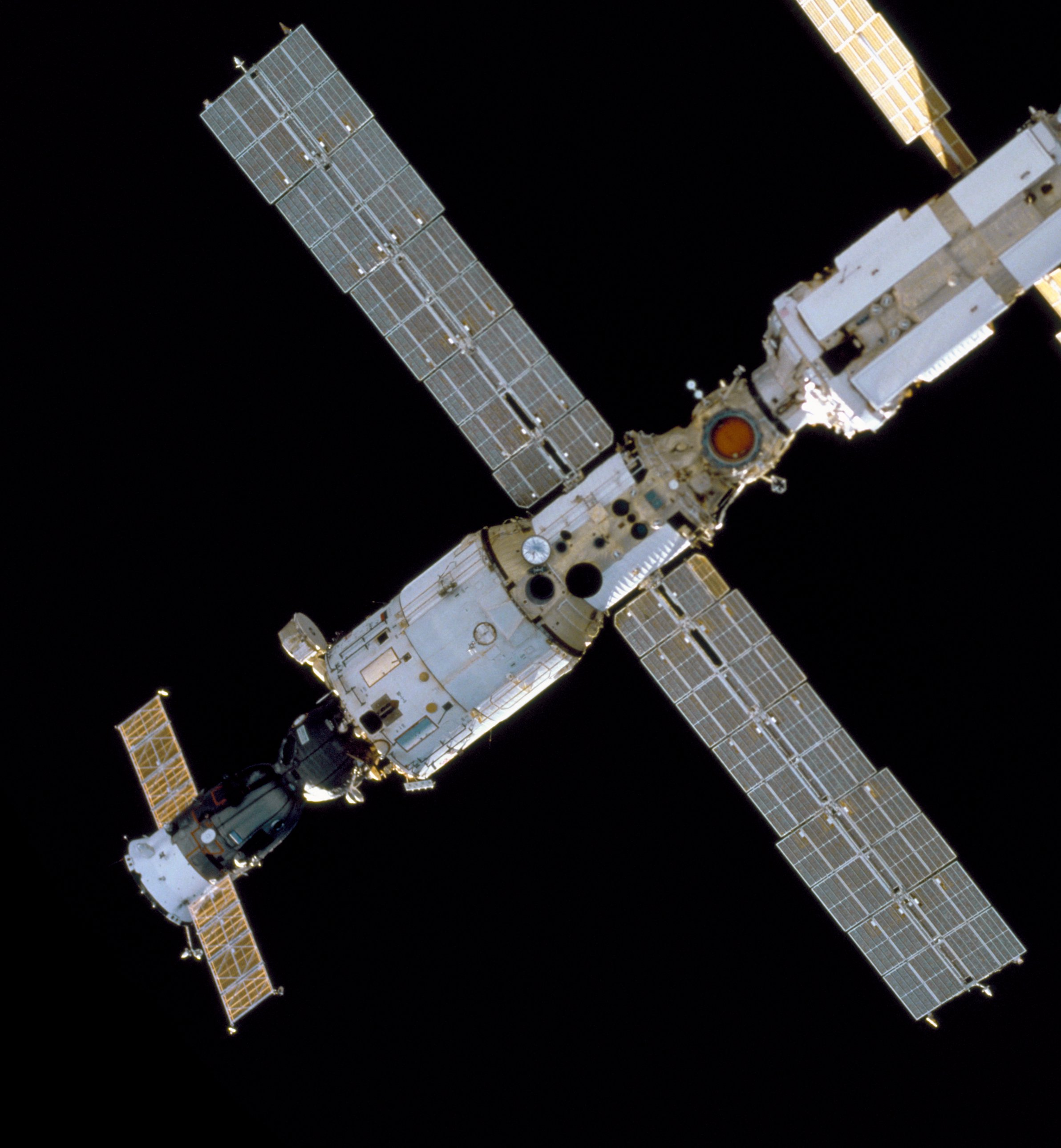
O Zvezda - centro - posicionado na ISS.

Zvezda (russo: Звезда́; "Estrela")  é um módulo de serviço e um componente russo da Estação Espacial Internacional. Foi o terceiro módulo lançado à estação e fornece todos os sistemas de suporte à vida dela, assim como serve de moradia a dois de seus tripulantes a cada missão. É o centro estrutural e funcional da seção russa da ISS – o Segmento Orbital Russo. Construído pela empresa estatal RKK Energia e lançado ao espaço por um foguete Proton em 12 de julho de 2000, foi acoplado com outro módulo russo, o Zarya, já em órbita. Os dois módulos são o núcleo russo na estação.

## Origem
O Zvezda foi originalmente concebido em sua base estrutural, conhecida como "DOS-8", para ser o núcleo da estação espacial russa Mir-2, no meio da década de 80. Seu desenho, por isto, é similar ao da estação Mir, conhecida como "DOS-7"; ele foi durante um determinado tempo, inclusive, chamado de Mir-2 na fábrica que o construía. Suas linhas remetem então às pioneiras estações Salyut.
Foi completado em 1985 e os principais equipamentos internos instalados no ano seguinte. Ele foi redesenhado após a falha do Polyus, o protótipo de uma plataforma de armas espaciais da União Soviética, atingir a órbita em 1987. O Zvezda tem cerca de 1/4 do tamanho do Polyus e é um módulo de uso civil.
Posteriormente, devido a problemas financeiros da Rússia, este módulo foi lançado sem ter um reserva ou seguro fiduciário. Devido a este risco, a NASA construiu o Módulo de Controle Interno (Interim Control Module) para o caso de atrasos significativos ou do módulo ser destruído no lançamento. No entanto, sem módulo de serviço, iriam ser necessários muitas outras missões de montagem para que a ISS suportasse uma tripulação permanente.

## Estrutura
O módulo consiste de um "Compartimento de Trabalho" cilíndrico onde as tripulações trabalham e vivem, um pequeno "Compartimento de Transferência" esférico localizado na parte frontal (com três portos de acoplamento) e a também cilíndrica "Câmara de Transferência" na ré (com um ponto de acoplagem), que está rodeada pelo "Compartimento de Montagem", não pressurizado. Isto dá ao Zvezda quatro pontos para acoplagem de espaçonaves ou módulos. Ele pesa 18.051 kg e tem 13,1 m de comprimento. Os painéis solares tem uma envergadura de 27 metros e são cobertos por células fotovoltáicas de silicone.
O "Compartimento de Transferência" é conectado ao módulo Zarya, com portos de conexão antes destinados ao módulo científico SPP e ao Módulo de Embarque Universal, ambos de fabricação russa mas projetos cancelados. Como nos primeiros dias da Mir, este compartimento tem uma eclusa de ar para AEVs de onde cosmonautas em trajes espaciais Orlan removeram uma escotilha após fechar algumas que conectavam o compartimento ao resto da estação. Ela foi usada apenas durante a Expedição 2, onde dois homens colocaram um cone de acoplagem no porto Nadir, o mais inferior do módulo. Esta porta inferior o conecta ao módulo Pirs e outra porta superior ao módulo Poisk.  No futuro, está planejada a deorbitagem do Pirs e a acoplagem do moderno  Nauka em seu lugar.
O "Compartimento de Montagem" guarda equipamentos externos como propulsores, termômetros, antenas e tanques de propelente e a "Câmara de Transferência" está equipada com equipamento de acoplagem automática sendo utilizada para o serviço das naves espaciais Soyuz e Progress.
O Zvezda é planejado para acomodar uma tripulação de seis pessoas ou mais, incluindo quartos separados para cada dupla de tripulantes ao mesmo tempo. Ele também possui uma esteira ergométrica TVIS e uma bicicleta para exercícios, ambas fornecidas pela NASA; tem um banheiro e uma cozinha, equipada com freezer e geladeira. Ele também acomoda os principais computadores russos para direção e navegação. Ele tem 14 janelas: duas delas com 23 cm de diâmetro, uma em cada dormitório; seis com diâmetro igual na parte frontal do "Compartimento de Transferência" de onde a Terra pode ser vista na parte inferior; uma maior, de 41 cm de diâmetro, no "compartimento de Trabalho", e uma pequena (7,6 cm) na ré do "Compartimento de Transferência". E mais três, com 23 cm de diâmetro, na parte frontal da dianteira do "Compartimento de Transferência" para observação da aproximação de espaçonaves. Uma das janelas não está operativa.

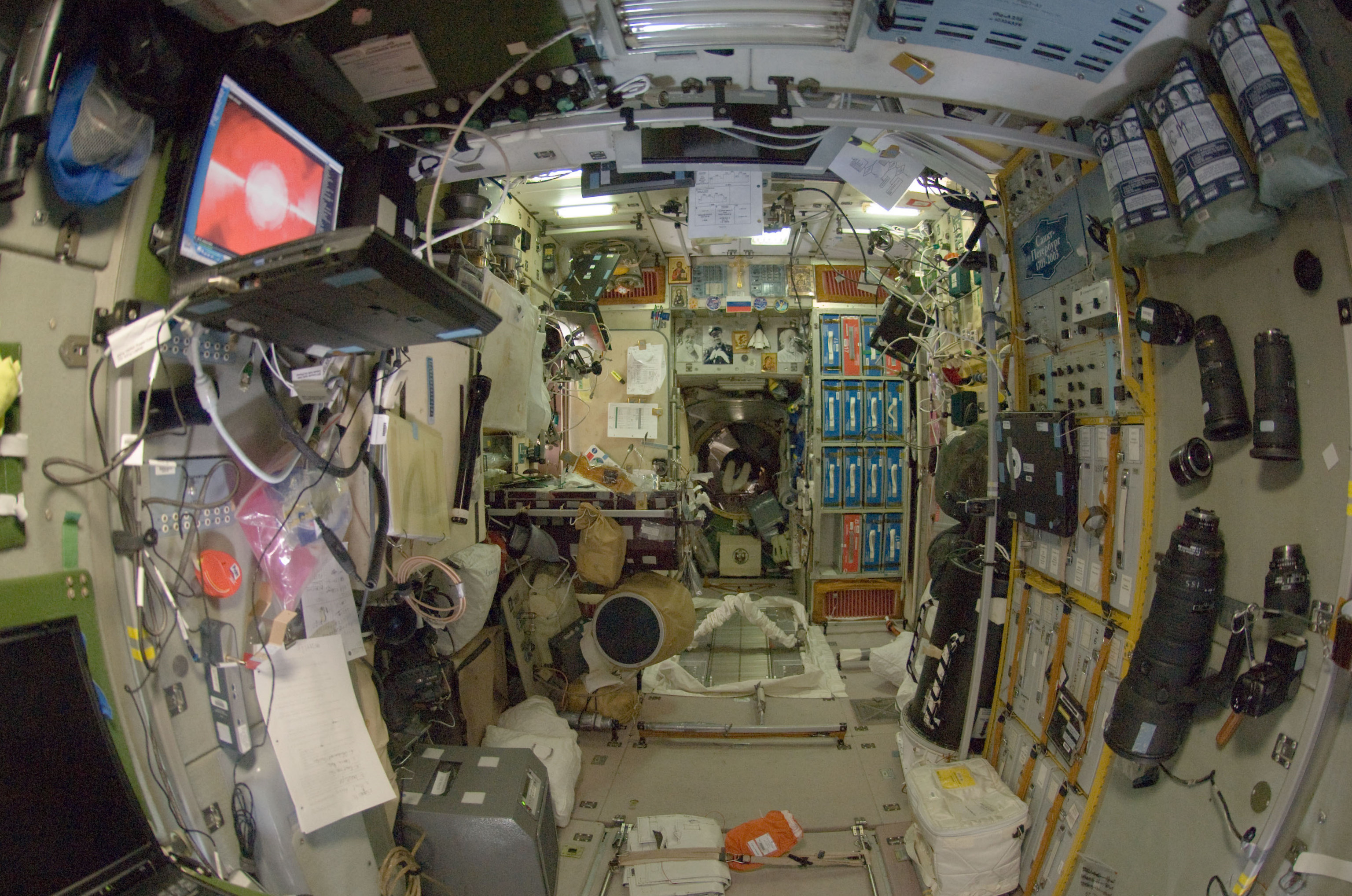
Interior do módulo.

Entre outros equipamentos de alta tecnologia e experiências de ponta, nele estão o Lada Greehouse, um sistema para testes de crescimento de plantas e sementes no espaço, o Sistema de Gestão Digital (Digital Management System), um sistema de computadores da ESA que controla toda a ISS e o sistema Elektron, um gerador eletrolítico de oxigênio, que usa a eletrólise para produzir oxigênio na ISS. Ele provê a estação com dormitórios, sistema de suporte à vida, sistema de comunicação (através dele foi introduzido uma rede de Ethernet de 10Mbit/s), distribuição de energia elétrica, sistema de controle de voo e um sistema de propulsão. Seus dois motores principais são usados para elevar a altitude da estação.

### Especificações
- Comprimento: 13,1 m
- Diâmetro: 4,15 m.
- Massa: 19.050 kg.
- Envergadura dos painéis solares: 29,72 m
- Sistema elétrico: célula solar.

## Lançamento e acoplagem
Em 12 de julho de 2000, o módulo foi lançado na ponta de um foguete russo Proton que continha uma publicidade em seu corpo, com a logomarca da norte-americana Pizza Hut,  pelo qual estima-se que foram pagos mais de US$1 milhão de dólares. O dinheiro foi usado para investimentos no Centro Espacial Estatal de Produção e Pesquisa Khrunichev (ГКНПЦ им. М. В. Хру́ничева) em Moscou, onde foi construído, e nas agências de publicidade russas que organizaram o evento.
Em 26 de julho, o Zvezda tornou-se o terceiro módulo componente da ISS quando foi acoplado com o outro módulo russo Zarya; o módulo norte-americano Unity já estava conectado ao Zarya. Ainda em julho, os computadores a bordo do Zarya transferiram as funções de comando da ISS para o Zvezda. Em 11 de setembro de 2000, dois tripulantes da missão STS-106 Atlantis completaram as conexões finais entre os dois módulos. Durante seis horas o astronauta Edward Lu e o cosmonauta Yuri Malenchenko conectaram nove cabos entre eles, sendo quatro cabos de força, quatro cabos de transmissão de dados e vídeo e um cabo de telemetria de fibra ótica. No dia seguinte, 12 de setembro de 2000, os tripulantes da STS-106 entraram no Zvezda pela primeira vez, marcando a primeira data de ocupação humana do módulo.